# Tango (film 1998)
Tango (hiszp. Tango, no me dejes nunca) – argentyńsko-hiszpański film muzyczny z 1998 roku w reżyserii Carlosa Saury. Nominowany do Oscara obraz poświęcony tangu argentyńskiemu. Zdjęcia kręcono w Buenos Aires.